# West Perry
West Perry – osada w Anglii, w Cambridgeshire. Leży 32 km na zachód od miasta Cambridge. W 2015 miejscowość liczyła 616 mieszkańców. West Perry jest wspomniana w Domesday Book (1086) jako Pirie.